# I Might Be Wrong
«I Might Be Wrong» és una cançó del grup Radiohead inclosa en l'àlbum Amnesiac. Als Estats Units fou llançada com a senzill en avanç del nou àlbum però sense format físic, exclusivament per les emissores de ràdio. Va arribar a la posició 27 de la llista estatunidenca de cançons de rock modern.
Malgrat que només es va llançar als Estats Units, van produir dos videoclips musicals, el primer només per Internet i disponible des del seu lloc web oficial (ara ja no disponible), i el segon, dirigit per Sophie Muller, on Yorke i Greenwood interpreten la cançó en un garatge poc il·luminat. Aquest no era disponible fins diversos mesos després del llançament d'Amnesiac, però es pot trobar al DVD The Most Gigantic Lying Mouth of All Time publicat l'any 2004.
Just després del primer concert en el qual van tocar-la en directe, la cançó va esdevenir una de les favorites del grup. Una versió en directe fou inclosa en l'àlbum en directe I Might Be Wrong: Live Recordings de l'any 2001. En algunes ocasions, Yorke realitza una interpretació en acústic.
Posteriorment ha estat utilitzada per fins comercials com en la campanya oficial de publicitat dels Jocs Olímpics d'Hivern de 2002 celebrats a Salt Lake City, o en la banda sonora del thriller psicològic Vanilla Sky.